# Słowicza podłoga
Słowicza podłoga (jap. 鴬張り Uguisu-bari, zw. także „śpiewającą podłogą”) – specjalna konstrukcja podłóg korytarzy w siedzibach japońskich władców, chroniąca przed próbą niepostrzeżonego i niepożądanego wtargnięcia do zamkowych komnat. 

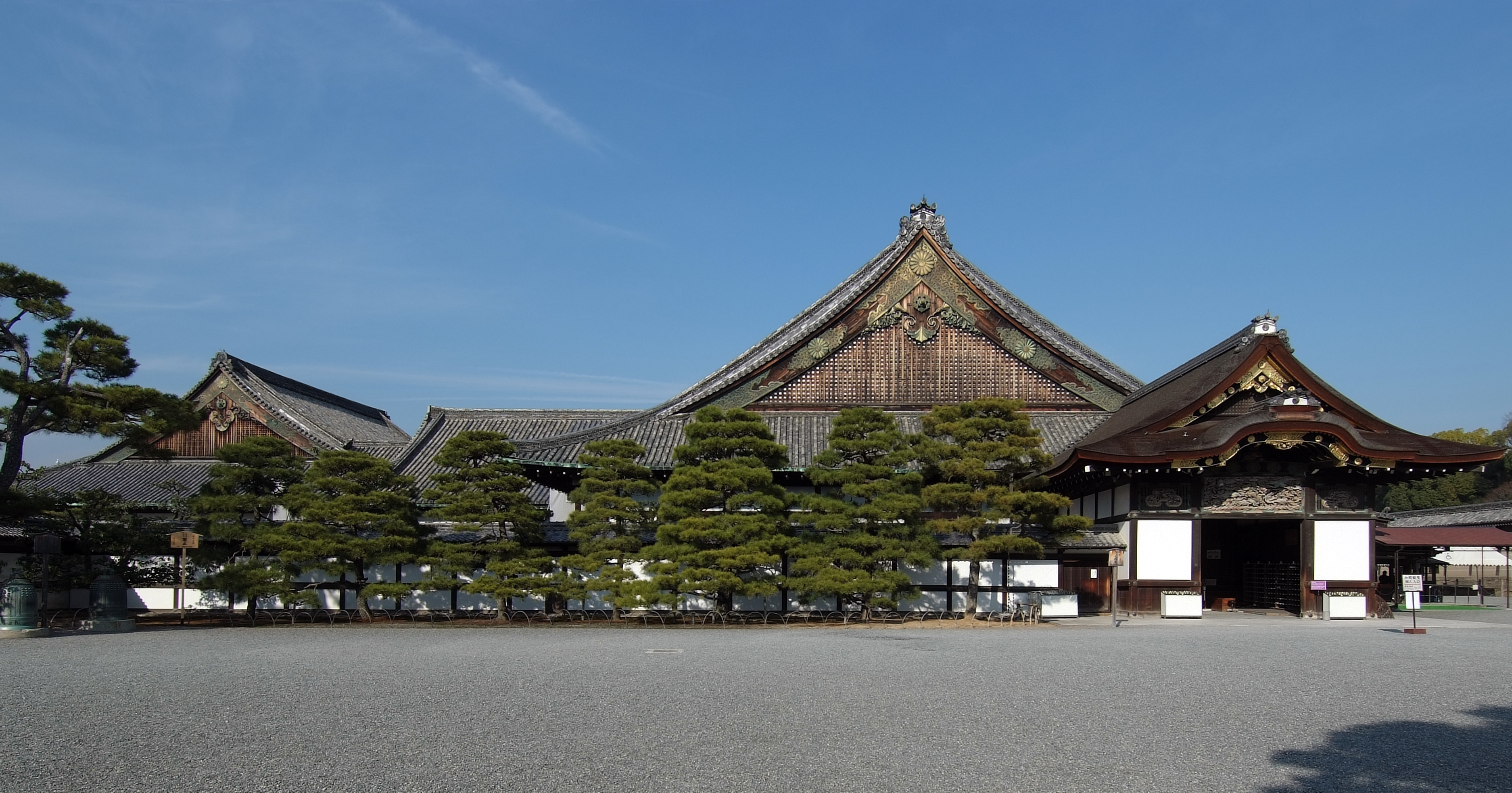
Nijō-jō

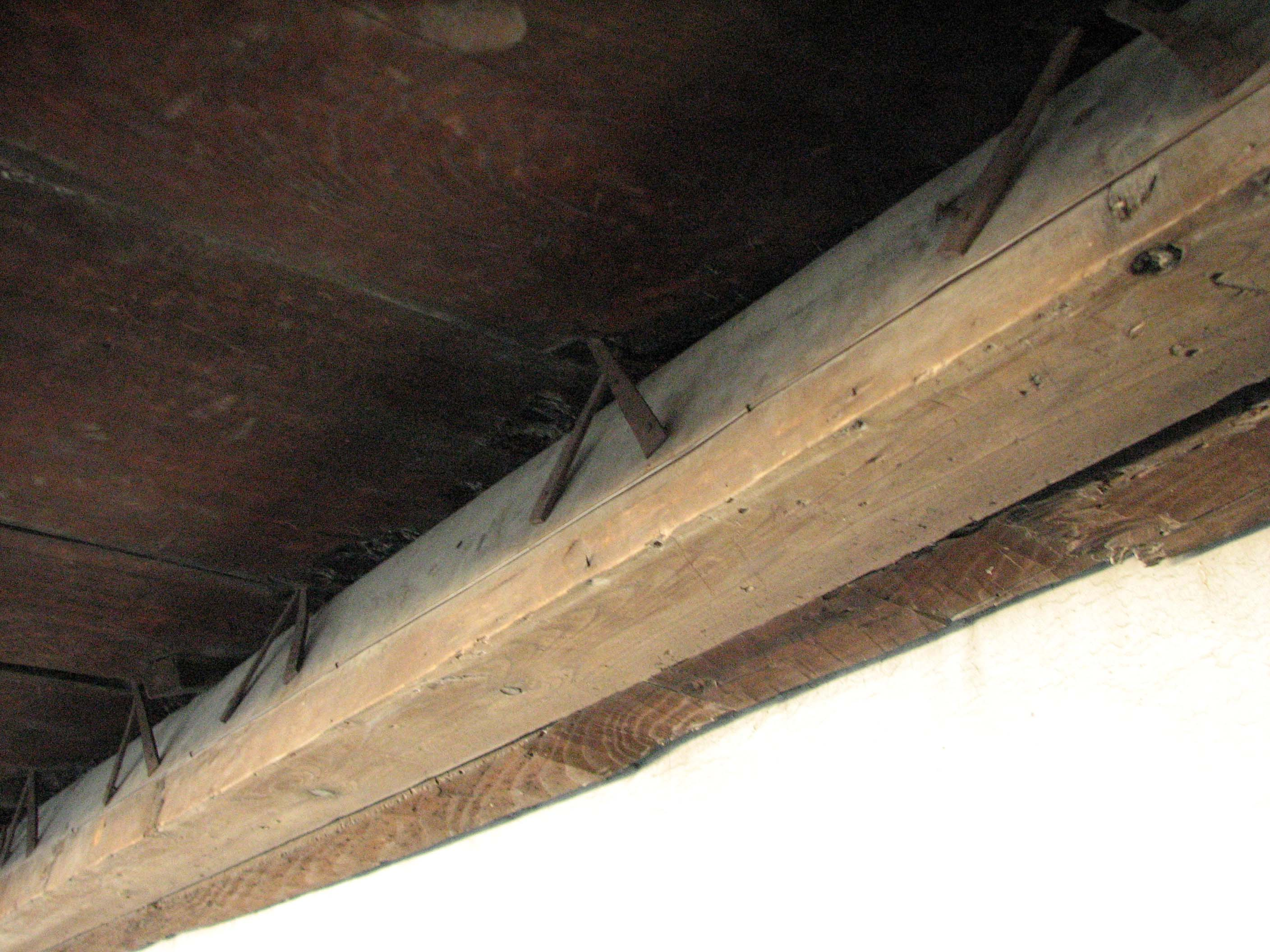
Konstrukcja „słowiczej podłogi”

Podłogi te były projektowane tak, aby pod wpływem nacisku, specjalnie zamontowane gwoździe wydawały dźwięk przypominający ćwierkanie wierzbówki japońskiej (jap. 鴬 uguisu, Cettia diphone).
Ze względu na podobieństwo ptaków, zarówno na angielski (ang. nightingale) jak i na polski, tłumaczenie nazwy podłogi pochodzi od słowika rdzawego (Luscinia megarhynchos).
Przykładem konstrukcji takich korytarzy jest zamek Nijō (Nijō-jō) w Kioto wzniesiony przez siogunów z rodu Tokugawa, jako jedna z jego siedzib. Można je także napotkać w świątyni Chion-in, usytuowanej również w dawnej stolicy Japonii.